# Toiletstoel

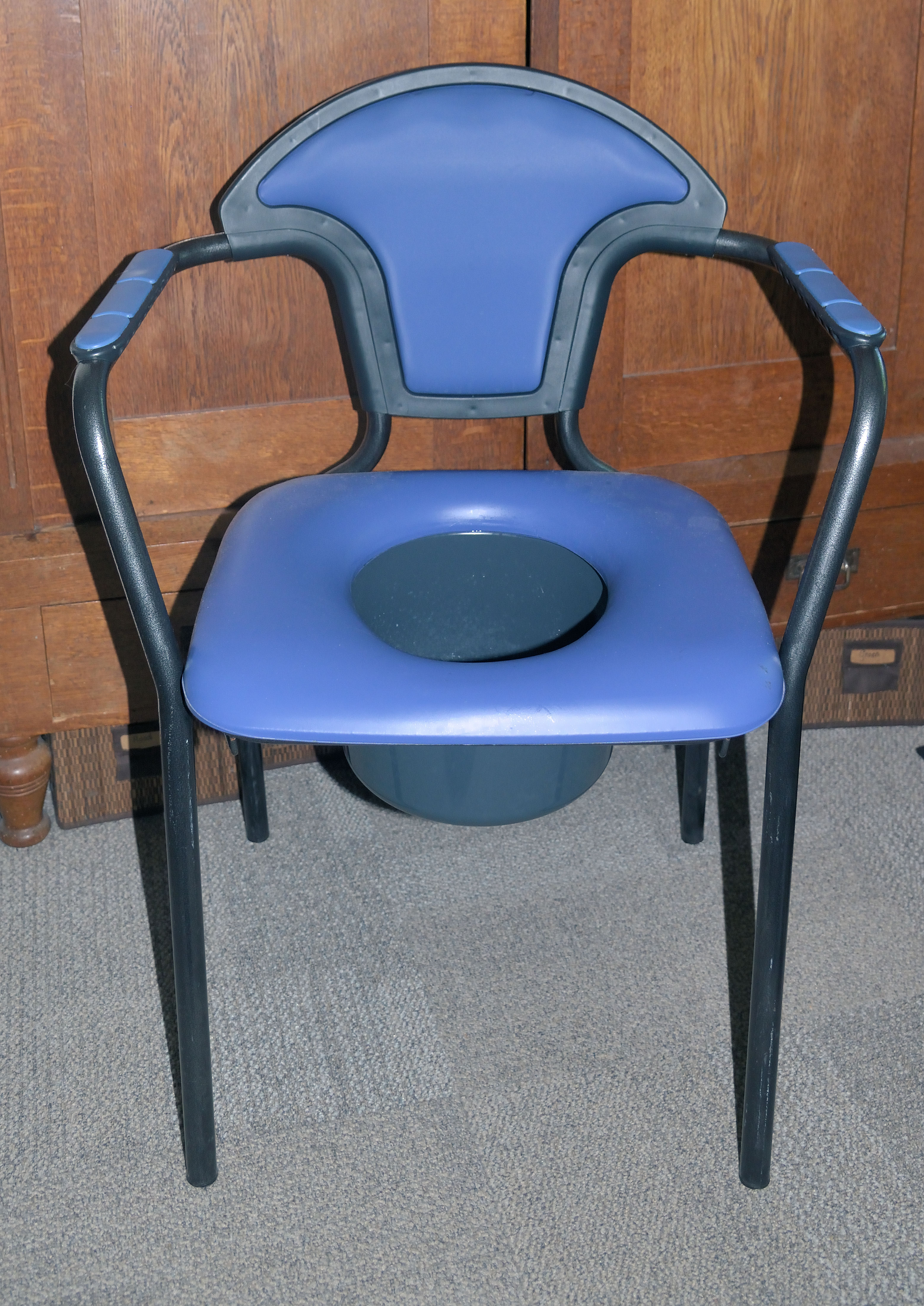
Toiletstoel

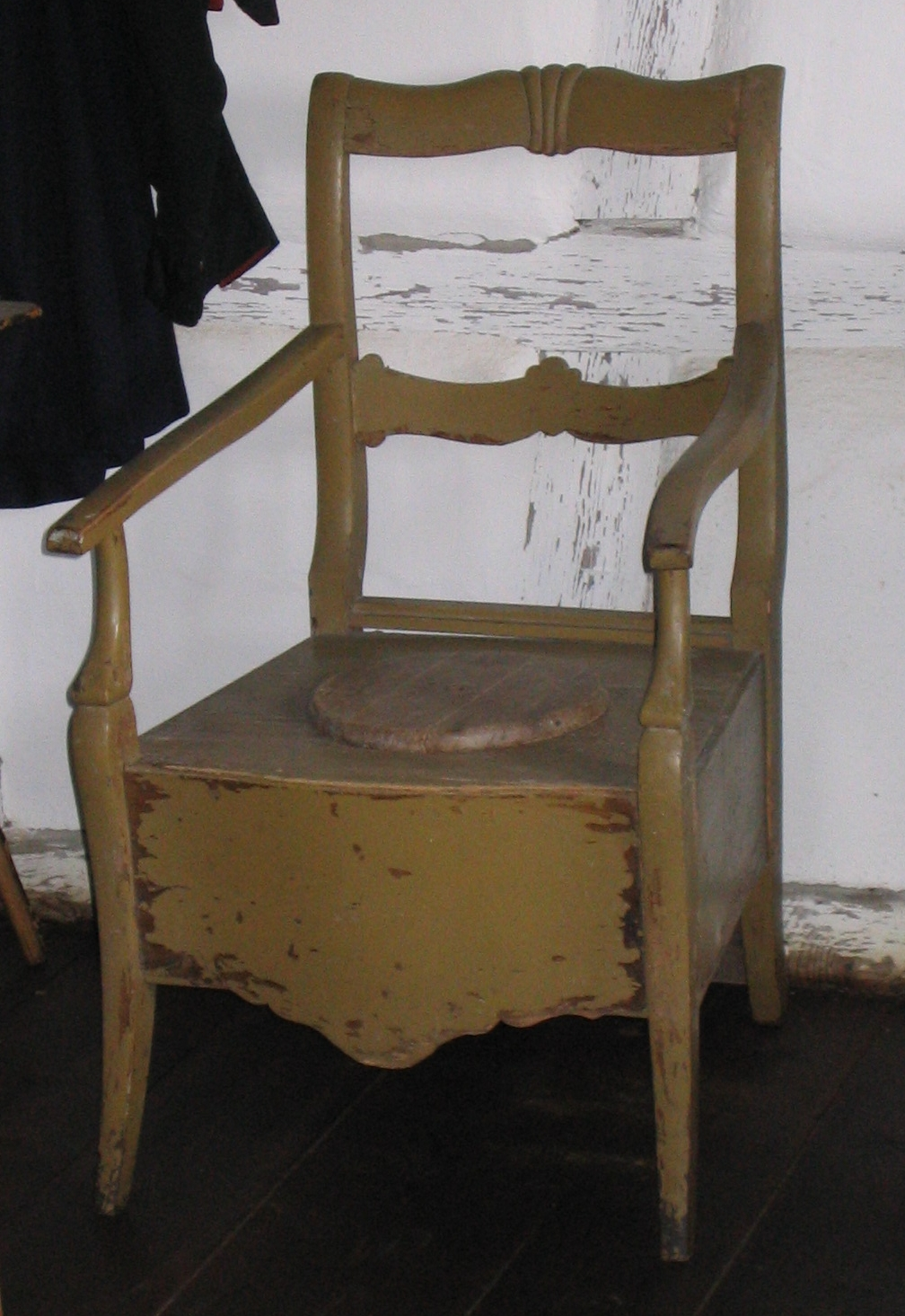
historische postoel, Freilichtmuseum Neuhausen ob Eck, Duitsland

Een toiletstoel of postoel is een stoel die tevens gebruikt kan worden als toilet. Een toiletstoel heeft een opklapbare of verwijderbare zitting, waaronder zich een uitneembare po bevindt. Er bestaan versies met vaste poten en er zijn verrijdbare versies. Sommige exemplaren zijn ook in hoogte verstelbaar.

## Historische achtergrond
De oudste bekende beschrijving van een postoel dateert uit de middeleeuwen (1410).
Tot het begin van de 20e eeuw bevonden de meeste toiletten of plees zich buiten de woning. 's Nachts of als het buiten slecht weer was, was het erg oncomfortabel om het toilet te bezoeken, en dan was een postoel een praktische oplossing. Postoelen waren wijd verbreid totdat het spoeltoilet zijn intree deed.

## Tegenwoordig gebruik
Heden ten dage worden toiletstoelen voornamelijk gebruikt als hulpmiddel voor mensen die slecht ter been zijn; meest ouderen. Als iemand niet in staat is om (op tijd) het toilet te bereiken, maar wel in staat is om zelfstandig een transfer te maken van bed naar stoel, dan kan de toiletstoel in de nabijheid van het bed neergezet worden.